# Intelsat 907
Intelsat 907 war ein Kommunikationssatellit des International Telecommunications Satellite Consortium (Intelsat).

## Missionsverlauf
Er wurde am 15. Februar 2003 an Bord einer Ariane-4-Trägerrakete vom Centre Spatial Guyanais, dem Weltraumbahnhof in Französisch-Guayana, gestartet. Es war der letzte Flug einer Ariane 44L.
Intelsat 907 stellte Kapazitäten für den TV- und Rundfunkempfang sowie für Internet- und Multimediadienste zur Verfügung. Der Satellit war deutlich länger in Betrieb als ursprünglich geplant.
Im April 2020 wurde Intelsat 907 durch Intelsat 901 ersetzt, der 2001 gestartet und am 25. Februar 2020 (UTC) durch das Andocken von MEV-1 mit einem neuen Antrieb versehen wurde. Daraufhin wurde Intelsat 907 in einen Friedhofsorbit verschoben und außer Betrieb genommen.

## Empfang
Der Empfang von Intelsat 907 war in Europa, Afrika, dem Nahen Osten sowie Zentral- und Südamerika möglich.
Die Übertragung erfolgte im C- und im Ku-Band.